# أندريه تالبوت
أندريه تالبوت هو لاعب كرة القدم الكندية كندي، ولد في 3 مايو 1978 في تورونتو في كندا.

## وصلات خارجية
- الموقع الرسمي